# Maximilian-Gesellschaft
Die am 22. Dezember 1911 in Berlin gegründete Maximilian-Gesellschaft (e. V.), deren Namenspatron der kunstsinnige Kaiser Maximilian ist, gilt mit ihren derzeit 720 Mitgliedern als die größte der drei überregional wirkenden Bibliophilen-Vereinigungen Deutschlands.
Ihre Arbeit widmet sich der Pflege des nach Inhalt und Form guten und schönen Buches und der Förderung sowohl deutscher Buchkunst als auch der Wissenschaft vom Buche. Vorsitzender des in Stuttgart domizilierten Vereins war zwischen 2009 und 2021 der Verleger Wolf D. von Lucius, der seit Januar 2021 Stellvertreter des neuen Vorsitzenden Ulrich Johannes Schneider ist.
Von 1957 bis 2001 wurde von der Gesellschaft Philobiblon. Eine Vierteljahresschrift für Buch- und Graphik-Sammler herausgegeben. Aktuell erhalten die Mitglieder die Zeitschrift Aus dem Antiquariat.
Zu Ehrenmitgliedern wurden ernannt: Hans Loubier (1929), Karl Klingspor (1943), Rudolf Alexander Schröder (1948), Carl Georg Heise (1955) und Hermann Tiemann (1976).
Das Archiv der Gesellschaft ist im Deutschen Buch- und Schriftmuseum in Leipzig zugänglich.

## Veröffentlichungen
- 1969: Freyherr von Münchhausen: Die Land-Abenteuer mit 13 Zeichnungen von Josef Hegenbarth, Hamburg, 1969, 38 S.
- 2014: Ernst Fischer (Hrsg.): Die Welt in Leipzig. Bugra 1914, Stuttgart, 2014, ISBN 978-3-921743-63-8.